# Isla del Descubridor
Isla del Descubridor est un îlot espagnol se situant dans la mer Méditerranée, rattaché à la communauté autonome de Valence.

## Géographie
Son point culminant s'élève à 22 mètres au dessus du niveau de la mer, et cet îlot a une superficie d'environ 2 hectares. Bien qu'il soit constitué de rochers et de terre séchée, il possède de la végétation bien qu'elle soit quand même assez faible. De plus, l'île est située à quelques mètres seulement des côtes espagnoles, et elle ne possède aucune installation et donc pas de population permanente.